# Mesothuria edwardensis
Mesothuria edwardensis is een zeekomkommer uit de familie Mesothuriidae.
De wetenschappelijke naam van de soort werd in 1992 gepubliceerd door Massin.